# Rhacopilopsis variegata
Rhacopilopsis variegata är en bladmossart som beskrevs av M. C. Watling och O'shea 2000. Rhacopilopsis variegata ingår i släktet Rhacopilopsis och familjen Hypnaceae. Inga underarter finns listade i Catalogue of Life.